# Sandéba (Bassi)
Pour les articles homonymes, voir Sandéba.
Sandéba est une localité située dans le département de Bassi de la province du Zondoma dans la région Nord au Burkina Faso.

## Santé et éducation
Le centre de soins le plus proche de Sandéba est le centre de santé et de promotion sociale (CSPS) de Bassi tandis que le centre médical se trouve à Gourcy.